# Thug Life
Pour les articles homonymes, voir Thug life (homonymie).
Thug Life est un groupe de hip-hop américain. À l'origine, The Notorious B.I.G. devait faire partie du groupe, mais ce dernier choisit de rejoindre le label de Puff Daddy, Bad Boy Records.

## Biographie
Thug Life est fondé par le rappeur Tupac Shakur en 1993, aux côtés de Big Syke, Macadoshis, Mopreme (le demi frère de Shakur Komani), Rated R et Stretch. Le 26 septembre 1994, le groupe publie son seul et unique album intitulé Thug Life: Volume 1 au label Interscope Records. L'album est classé 42e au Billboard 200 et certifié disque d'or par la Recording Industry Association of America (RIAA), notamment grâce à ses titres phares Pour Out a Little Liquor et How Long Will They Mourn Me, deux morceaux en hommage à leurs amis disparus. En 2011, l'album compte 500 000 exemplaires vendus aux États-Unis.
En 1995, alors que Tupac est incarcéré, son producteur Suge Knight, patron de Death Row Records, le fait sortir de prison en payant sa caution et en contrepartie lui fait signer un contrat pour la production de deux albums sous son label. Tupac Shakur avait pour projet de faire un album, Thug Life: Volume 2, cependant, le 7 septembre 1996, alors qu'il était en voiture avec son producteur Suge Knight, il est assassiné, criblé de balles, à la sortie d'un match de boxe de Mike Tyson à Las Vegas, avant d'avoir pu exécuter ce projet[réf. nécessaire].
D'après Tupac, « T.H.U.G. L.I.F.E. » est l'acronyme de The Hate U (You) Gave Little Infants Fucks Everybody. Tupac avait rédigé un « code de vie » avec d'anciens membres du Black Panther Party à la suite de la dissolution de leur parti, Thug Life, censé aider les personnes vivant dans les ghettos. Ce « code de vie » existe bel et bien ; il est retrouvé par la police des États-Unis lors d'une arrestation de Tupac à son domicile[réf. nécessaire].

## Discographie
- 1994 : Thug Life: Volume 1